# Charles Clémencet
Charles Clémencet (Painblanc, 1703-París, 5 de agosto de 1778) fue un monje benedictino e historiador francés.
Habiendo profesado muy joven en la congregación de San Mauro de la orden de San Benito, ofició durante un tiempo como lector de retórica en el colegio que la congregación tenía establecido en la abadía de Pontlevoy, pero su destacado talento para el estudio motivó a sus superiores a trasladarle al monasterio de Blancs Manteaux de París, donde pasó el resto de sus días. Afín al jansenismo, dejó escritos varios opúsculos criticando a los jesuitas, con los que mantuvo frecuentes polémicas. 
Entre sus obras merece destacarse:
- "L'art de vérifier les dates" (1750), extensa cronología compuesta en coautoría con Ursin Durand aprovechando los trabajos dejados por el difunto Maur Dantine; los jesuitas, en especial Louis Patouillet, criticaron duramente la obra por tergiversar pasajes para adaptarlos a posturas cercanas al jansenismo y al galicanismo;
- "Lettres d'Eusebe Philalethe a M. Franc̜ois Morénas sur son prétendu Abregé de l'histoire ecclésiastique" (1753) y "Lettres d'un Magistrat à M. Fr. Morénas" (1754), en respuesta a la obra que recientemente había dado a la imprenta Franc̜ois Morénas;
- "Histoire générale de Port-Royal, depuis la réforme de l'abbaye jusqu'à son entière destruction" (10 vols., 1755-1757), historia del convento cisterciense de Port Royal des Champs;
- "Histoire littéraire de la France", tomos X y XI (1756-1759) en colaboración con François Clément, una recopilación de escritores galos y franceses que Antoine Rivet había dejado inacabada;
- "La Vérité et l'innocence victorieuses de l'erreur et de la calomnie" (1758), refutación al libro que el jesuita Henri-Michel Sauvage había escrito sobre una supuesta conspiración jansenista conocida como el proyecto de Bourg-Fontaine; el parlamento de París ordenó destruirla por contener principios contrarios a la ley del reino;
- "Conferences de la Mère Angélique de Saint-Jean" (3 vols., 1760), sobre la abadesa de Port Royal Angélique de Saint-Jean;
- "Histoire littéraire de S. Bernard, abbé de Clairvaux, et de Pierre le Vénérable, abbé de Cluny" (1773), sobre Bernardo de Claraval y Pedro el Venerable, concebida originalmente como parte del tomo XII de la "Histoire littéraire de la France";
- "Gregorii Theologi opera quae extant omnia" (1778), una edición de las obras de Gregorio Nacianceno.